# Andrzej Krzysztofiak
Andrzej Krzysztof Krzysztofiak (ur. 4 grudnia 1957 w Kwidzynie) – polski działacz samorządowy, w latach 1998–2024 burmistrz Kwidzyna.

## Życiorys
Studiował na Uniwersytecie Gdańskim i na Uniwersytecie Śląskim. Z wykształcenia jest prawnikiem, pracował w Zakładach Celulozowo-Papierniczych w Kwidzynie. W latach 1990–1994 zasiadał w radzie miejskiej Kwidzyna. W listopadzie 1998 objął urząd burmistrza. Reelekcję na to stanowisko uzyskiwał w bezpośrednich wyborach samorządowych 2002, 2006, 2010, 2014 i 2018. Został w międzyczasie członkiem Platformy Obywatelskiej. W wyborach w 2024 przegrał w drugiej turze z Sebastianem Kasztelanem (kandydatem lokalnego komitetu Kwidzyniacy). Uzyskał natomiast w tych wyborach mandat radnego Kwidzyna.

## Odznaczenia
Odznaczony Srebrnym Medalem za Zasługi dla Straży Granicznej (2012).